# 차플리네역 공격
차플리네역 공격에 관한 문서이다.

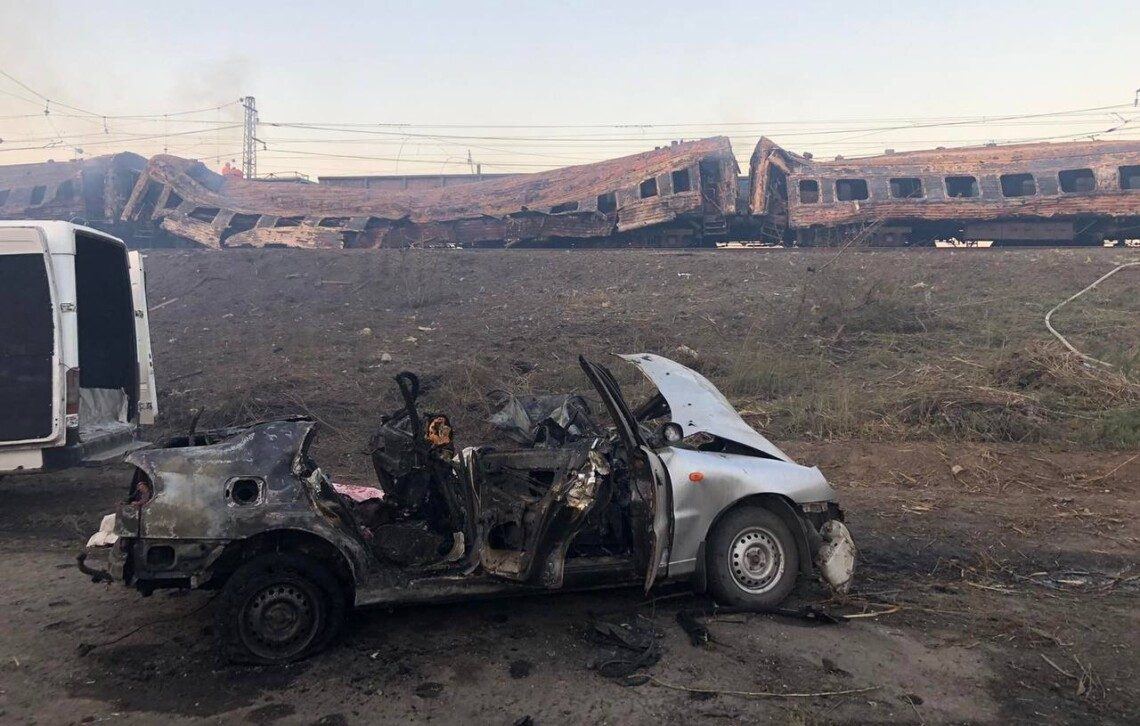

2022년 8월 24일, 우크라이나 독립기념일에 드니프로페트로우스크주 차플리네의 기차역에서 러시아군의 포격이 발생해 최소 25명이 사망하고(6세와 11세 어린이 2명 포함) 약 31명이 부상당했다.

## 공격
2022년 8월 24일, 러시아군이 차플리네역을 공격해 역, 공익사업건물, 주거 지역이 피해를 입었다. 여러 대의 철도 열차에 불이 붙어 파괴되었다. 우크라이나 소식통은 여러 공격에 여러 개의 로켓이나 미사일이 사용되었다고 설명했다. 러시아 국방부는 이스칸데르 미사일 한 발을 이용해 군용 열차를 표적으로 삼았으며, 이 공격으로 우크라이나 군인 200명이 사망했다고 주장했다.
로켓 한 발이 개인 주택을 강타해 여성 한 명과 13세, 11세 어린이 두 명을 잔해 속에 묻었다. 지역 주민들은 여성과 13세 소년을 살아서 구출할 수 있었다. 그러나 11세 소년은 살아남지 못했다.

## 피해자
총 25명이 사망하고 31명이 부상을 입었다. 사상자 중 5명이 차 안에서 산 채로 불에 탔다.

## 같이 보기
- 크라마토르스크역 미사일 공격